# Marokko (Epcot)

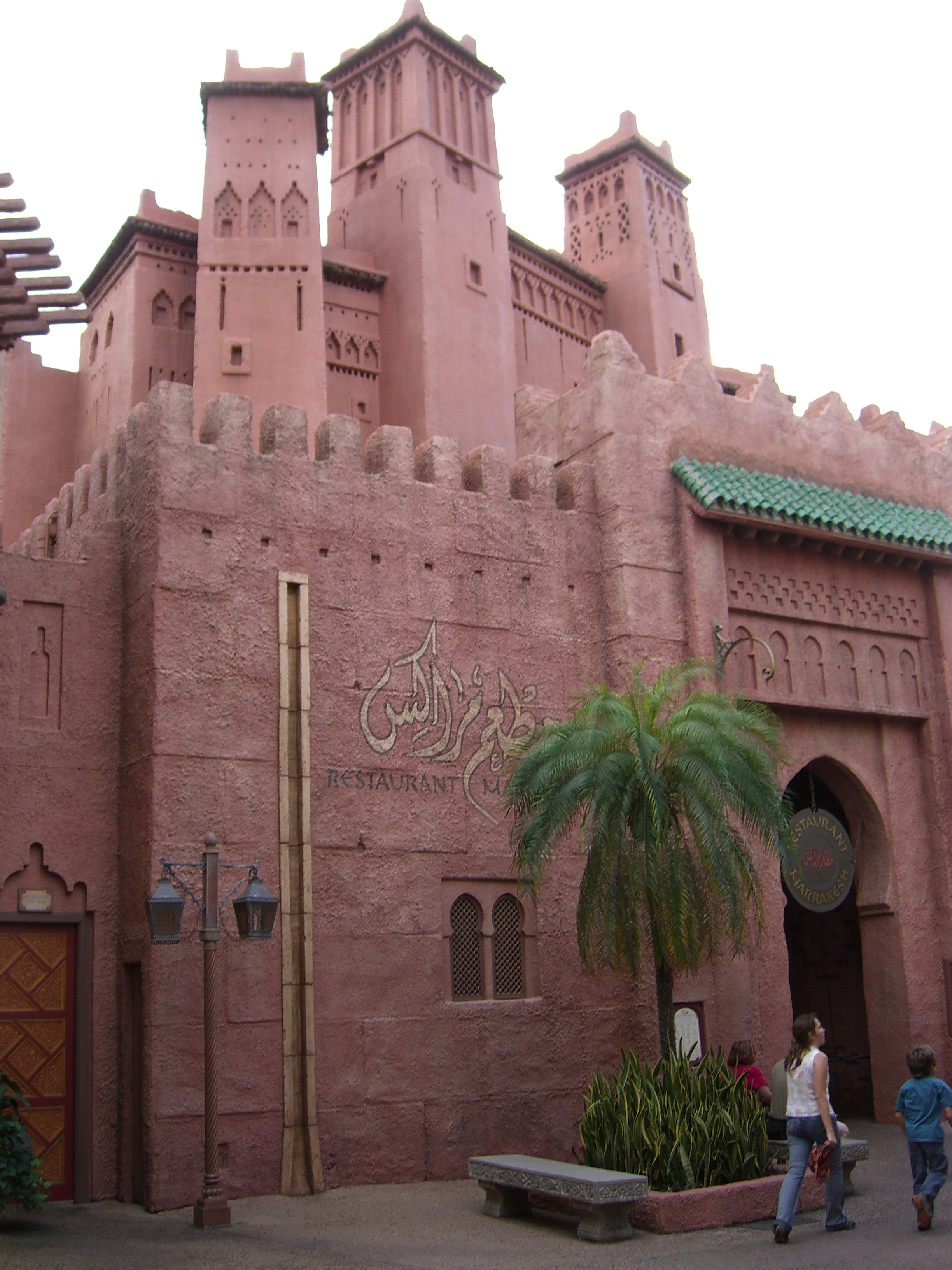
De façade van Restaurant Marrakesh

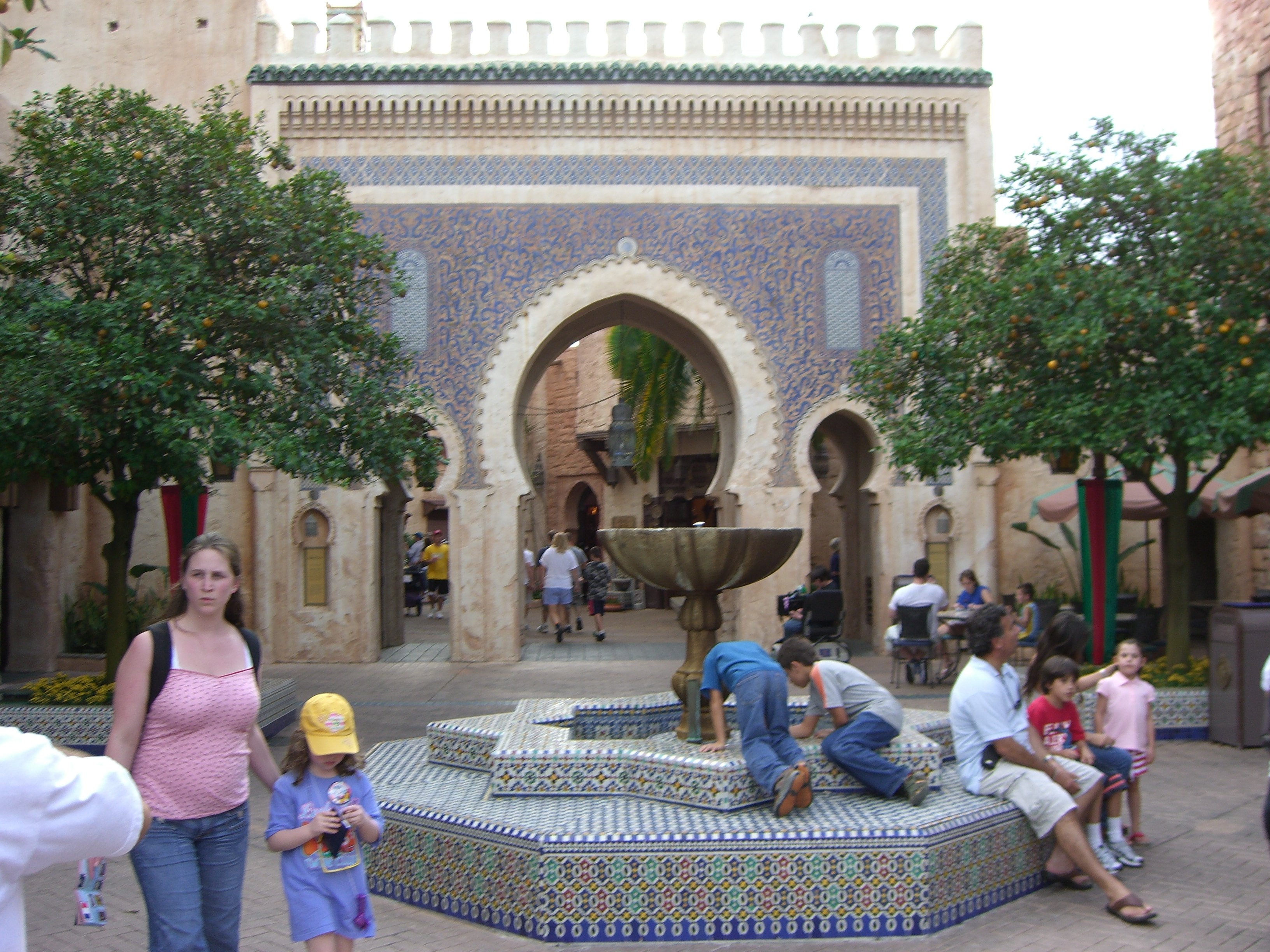
De entrée tot het winkelgebied middels de Bab Boujeloud

Het paviljoen van Marokko is een onderdeel van de World Showcase in Epcot in het Walt Disney World Resort in Florida en werd geopend op 7 september 1984.

## Geschiedenis
Het Marokkaanse paviljoen was de eerste uitbreiding van Epcot na de opening. De toenmalige koning van Marokko, Hassan II van Marokko, stuurde Marokkaanse kunstenaars om de vele mozaïeken te maken die in het paviljoen te vinden zijn. Vanwege hun islamitische geloofsovertuiging zijn op deze mozaïeken geen personen afgebeeld. De regering van Marokko ondersteunt het paviljoen nog steeds financieel.
Toen de The Twilight Zone Tower of Terror werd gebouwd in de Disney's Hollywood Studios is rekening gehouden met het ontwerp voor de top van de toren. De toren was namelijk vanuit Epcot te zien op de achtergrond van het Marokkaanse paviljoen. Op de toren zijn daarom enkele koepels te vinden in Marokkaanse stijl.

## Beschrijving
Het paviljoen van Marokko is gethematiseerd naar een Marokkaans stadje. Het bevat onder meer een minaret, een replica van de Koutoubia-moskee, en een replica van Sala. Het primaire doel van het paviljoen is de bezoeker een kijk te bieden op de levenswijze en cultuur van Marokko. Een van de bijdragen daaraan is de Gallery of Arts and History, een expositieruimte waar tentoonstellingen als "Moroccan Style: The Art of Personal Adornment" (Nederlands: Marokkaanse stijl: de kunst van persoonlijke versiering) te zien waren. Een andere attractie die bijdraagt aan de kennismaking met de Marokkaanse cultuur, is het Fes Hous, een typisch Marokkaanse woning waar men doorheen kan lopen. Verder zijn er in en rondom het paviljoen Noord-Afrikaanse flora (zoals citrusbomen, dadelpalmen en olijfbomen) en fonteintjes te vinden.
Tevens zijn er aan de binnenplaats, die door de replica van de Bab Boujeloud te betreden is, enkele winkeltjes te vinden, met onder meer de Tangier Trades, waar Marokkaanse kleding en meubelstukken worden verkocht. In de Brass Bazaar en de Outdoor Bazaar, die één winkel vormen, kan men decoratieve producten zoals keramieken vazen en schalen kopen. Ook in de Medina Arts kan men keramiek aanschaffen en in de Casablanca Carpets tapijten. Tot slot kan men in de Souk-Al-Magreb cursussen en fezzen kopen.
Het Tangierine Cafe serveert kleine, eenvoudige gerechten, waaronder hummus of baklava. In het Restaurant Marrakes kan men dineren met typisch, al dan niet uitgebreide, Marokkaanse gerechten.
In het paviljoen zijn regelmatig optredens van buikdanseressen en kan men de figuren uit de film Aladdin ontmoeten.

## Faciliteiten

### Attracties
- Gallery of Arts and History
- Fes House

### Winkels
- Tangier Trades
- Brass en Outdoor Bazaar
- Medina Arts
- Casablanca Carpets
- Souk-al-Magreb

### Eetgelegenheden
- Restaurant Marrakesh
- Tangierine Cafe

### Entertainment
- Mo'Rockin
- Ontmoetingen met figuren uit de film Aladdin

## Trivia
- De werknemers in het paviljoen die in contact komen met de gasten komen oorspronkelijk uit Marokko zelf. Disney regelt via haar internationale programma's dat werknemers bij haar paviljoens ook de nationaliteit hebben van dat paviljoen.[1]